# Техническое предложение
Техническое предложение — совокупность конструкторских документов, которые должны содержать уточнённые технические и технико-экономические обоснования целесообразности разработки документации изделия на основании:
- анализа технического задания заказчика и различных вариантов возможных конструктивных решений;
- сравнительной оценки решений с учётом конструктивных и эксплуатационных особенностей разрабатываемого и существующих изделий и др.

## См.также
- ГОСТ 2.103-68 Единая система конструкторской документации. Стадии разработки